# Котлубань (станция)
Котлубань — железнодорожная станция Волгоградского отделения Приволжской железной дороги, расположена в посёлке Самофаловка Городищенского района Волгоградской области.

## Движение по станции
| № поезда | Маршрут движения       | № поезда | Маршрут движения       |
| -------- | ---------------------- | -------- | ---------------------- |
| 6491     | Волгоград — Арчеда     | 6492     | Арчеда — Волгоград     |
| 6805     | Волгоград — Урюпино    | 6810     | Урюпино — Волгоград    |
| 6807     | Волгоград — Петров Вал | 6808     | Петров Вал — Волгоград |
| 6811     | Волгоград — Петров Вал | 6814     | Петров Вал — Волгоград |